# Tabù dell'incesto
Il reato dell'incesto esprime la proibizione, stabilita in modo pressoché universale in ogni cultura ed etnia umana, della pratica dell'incesto, vale a dire il divieto d'intrattenere attività sessuali o di contrarre matrimonio tra soggetti che, all'interno di una data società, sono legati da rapporti di parentela stretta. Le teorie proposte per spiegare l'origine e le ragioni di questo reato sono molte, alcune delle quali mirano a determinare se la sua esistenza sia un universale culturale o solo la caratteristica di alcuni specifici gruppi sociali.

## Il punto di vista etnografico
La citazione che segue, tratta da uno dei più accreditati manuali di ricerca etnografica, illustra chiaramente il taglio con cui l'etnografia si è occupata della questione:
«Con incesto si definisce il rapporto sessuale fra individui legati da una relazione di parentela soggetta a proibizione». In tutte le società l'unione incestuosa, intesa sia come relazione sessuale che come matrimonio legalizzato, è soggetta a norme. Le due proibizioni – relazione sessuale e matrimonio – non necessariamente coincidono e, in generale, non esiste uniformità rispetto al grado del divieto. Le norme regolanti l'incesto devono quindi essere investigate in ogni società specifica, mediante il metodo genealogico. La proibizione potrebbe quindi essere ristretta al solo divieto della relazione genitore-figlio (ma è molto rara) ed entro il nucleo famigliare di base, o, invece, essere tanto ampia da includere tutti coloro che a vario titolo si collocano lungo l'asse genealogico. Nella maggior parte dei casi sono considerate incestuose solo le unioni tra un certo tipo di parenti, ma in alcune società rientrano in questa categoria anche quelle caratterizzate da un legame di affinità.
Quali sanzioni sono previste per (a) gli individui coinvolti e quali (b) per la comunità nella sua totalità? Tali pene sono fatte rispettare dalle autorità o sono sotto la totale e diretta giurisdizione di una forza soprannaturale? C'è qualche correlazione fra la severità della pena e il tipo di consanguineità esistente tra gli individui coinvolti? Come sono considerati i figli nati dall'unione incestuosa? Ci sono metodi, rituali o legali, mediante i quali coloro che hanno infranto il divieto e aspirano al matrimonio possano rompere il legame di parentela ed essere, così, liberi di sposarsi?.
Secondo quanto emerge da queste affermazioni, l'antropologia si occupa di quell'area al confine tra le norme culturali e i comportamenti effettivi. Le ricerche degli etnografi hanno mostrato come l'incesto avvenga proprio in quelle società in cui esiste la proibizione. La maggior parte degli studi condotti si concentra sull'incesto fratello-sorella, ed esclude dal divieto molte altre forme. La questione è tuttavia complessa, poiché le diverse società presentano spesso una diversa estensione del concetto di “fratellanza”, e molti tipi di parentela sono di fatto intesi quali esempi di relazione fratello-sorella anche in presenza di una consanguineità non ravvicinata. Ancora: la definizione di incesto è di solito riferita a una relazione sessuale completa, ma questo non significa che non possano esistere altre forme di sessualità condannate o prescritte. La maggior parte degli studi finisce quindi per occuparsi più delle norme legate al matrimonio, che del comportamento sessuale in sé e per sé. Ciò significa che l'indagine viene condotta non tanto considerando il fenomeno dell'incesto in sé, ma più che altro domandando ai membri della società studiata cosa esso sia per loro e quali siano le sue conseguenze. Ciò che ne risulta è semplicemente la mappa delle relazioni sociali presenti all'interno di quella specifica comunità. Il testo citato offre anche l'occasione per un'altra deduzione: la relazione fra le pratiche sessuali e quelle matrimoniali è complessa; entrambe sono regolate da diversi tipi di divieto. In altre parole, sebbene valga la regola di base per cui viene proibita una certa relazione sessuale o un certo matrimonio, anche altri tipi di sessualità potrebbero essere soggette a divieto e soggette ad altrettante specifiche sanzioni.
Per esempio, gli abitanti delle isole Trobriand proibiscono sia le relazioni sessuali madre-figlio, sia quelle padre-figlia, ma esse vengono definite in modo diverso. Solo la relazione madre-figlio rientra nella categoria di quelle vietate fra membri di uno stesso clan, e questo in funzione del fatto che la società di Trobriand è matrilineare; i figli appartengono al clan della madre, non a quello del padre. Quindi, allo stesso modo, anche la relazione sessuale zia-nipote (o tra cugini per parte di madre) è considerata incestuosa, mentre non è così per la relazione tra cugini per parte di padre. Di conseguenza, la relazione nipote-zia per parte di madre è concessa se rimane su un piano di seduttività o occasionalità, mentre la relazione tra cugini per parte di padre può aspirare anche al matrimonio o a una relazione sessuale completa.
Altri esempi di altre società mostrano quanto il concetto di incesto sia ampio. Nella società cinese esiste un tabù molto forte riguardo al matrimonio tra persone che hanno lo stesso cognome, anche se sono parenti alla lontana. Allo stesso modo, in alcune zone, e in territori circoscritti esiste anche il tabù del matrimonio tra persone il cui cognome rivela un'appartenenza a clan alleati, anche risalente a un passato molto lontano. Ancora: se in alcune aree il matrimonio fra primi cugini è vietato, in altre è invece considerato accettabile o perfino legale.

## Perché esiste il reato dell'incesto
Sebbene gli antropologi abbiano osservato e studiato le violazioni del tabù – ovvero gli effettivi casi di incesto – sembra siano più interessati alla questione formale del divieto secondo le caratteristiche locali, che alle specificità dell'evento stesso e di ciò che esso scatena. Tale impostazione mira a rispondere a due questioni: a) data la varietà delle definizioni di incesto e dei tipi di relazione vietate nelle diverse società è possibile rintracciare uno schema generale o una funzione universale di questo tabù? b) assunto che il reato di incesto è molto frequente nella quasi totalità delle società, perché esistono i divieti? La questione degli effetti che l'incesto può avere sulle persone specifiche, invece, viene lasciata alla psicologia. 

### Una risposta sociale
Secondo alcuni l'osservanza del tabù diminuirebbe l'incidenza dei difetti congeniti causati dall'accoppiamento tra consanguinei; una società in grado di osservare questo andamento potrebbe optare per l'istituzione del divieto. Ma gli antropologi escludono questa spiegazione; infatti l'accoppiamento tra consanguinei non determina necessariamente dei difetti congeniti, e incrementa invece la frequenza di omozigoti. Il codice omozigote di un difetto congenito darà origine quindi a figli concretamente affetti da quel difetto, ma un codice omozigote sano, al contrario, diminuirà la frequenza della malformazione. Se il bambino nasce con un certo difetto congenito ereditario, morirà o verrà ucciso prima che si riproduca. In definitiva, quindi, l'effetto ultimo dell'accoppiamento tra consanguinei sarebbe la diminuzione della frequenza del gene difettoso nella popolazione.
La prima obiezione a questa lettura, però, è che essa è frutto di una comprensione avanzata e precisa della genetica, e solo una società evoluta in questo senso potrebbe riconoscere questo potenziale vantaggio rappresentato dall'incesto. Al contrario, è abbastanza facile osservare il dato opposto, ovvero l'incremento della diffusione dei difetti congeniti.
La seconda obiezione proviene dai dati di osservazione sul campo. Secondo gli antropologi, nelle isole Trobriand, i cugini, siano essi per parte di madre o di padre, sono comunque geneticamente equidistanti, e quindi la proibizione della relazione non può essere basata su una questione di vicinanza biologica.
Secondo il sociologo Ian Robertson, ci sono tre principali ragioni sociali che giustificano l'universalità culturale di avversione nei confronti dell'incesto. 
Innanzitutto, i primi esseri umani – la cui vita si svolgeva in piccoli clan di cacciatori e raccoglitori – al fine di proteggersi, stabilivano spesso alleanze con altri piccoli gruppi, e per questo obbligavano i figli a sposarsi con membri di famiglie esterne, allargando i propri legami sociali e assicurandosi un aiuto per i tempi di carestia o per situazioni di pericolo; se fossero rimasti isolati l'alternativa era soccombere. Nelle società tradizionali, il matrimonio era dunque un'alleanza funzionale più che una questione di amore tra individui. È quest'impostazione che ha dato vita al costume del matrimonio combinato dai genitori quando i figli sono ancora piccoli, o perfino non ancora nati. 
La seconda ragione che giustificherebbe l'esistenza del reato dell'incesto è la necessità di creare un ordine all'interno della famiglia stessa, organizzando e istituzionalizzando le relazioni fra i membri, altrimenti a rischio di un'insostenibile confusione: «Il figlio incestuoso dell'unione padre-figlia risulterebbe essere fratello della propria stessa madre, e figlio della propria stessa sorella, nonché figliastro della propria nonna, e perfino fratello del proprio zio e nipote del proprio padre» (Kingsley Davis). 
La terza ragione invece riguarda il problema della rivalità sessuale fra i membri della famiglia. Essa rischierebbe di mettere in crisi i normali ruoli e l'assetto consueto del nucleo sociale di base, il quale, sottoposto a una tensione continua, potrebbe disgregarsi. Per esempio, il padre si troverebbe in una condizione di conflitto tra l'esercizio dell'autorità nei confronti della figlia, e il proprio ruolo di amante. A sua volta, la madre potrebbe essere gelosa di entrambi, e un eventuale figlio sarebbe proprio al centro di queste complesse relazioni. In definitiva, il tabù dell'incesto si è sviluppato e ha resistito nel tempo perché vitale alla sopravvivenza della famiglia e quindi della società stessa. Naturalmente, né le società tradizionali né quelle moderne si rendono conto coscientemente di tali ragioni, ma accettano il tabù come naturale e morale.

### Psicologia evoluzionistica e effetto Westermarck
Secondo altre teorie, la ragione del reato dell'incesto risiede in una naturale repulsione psicologica alla messa in atto della relazione tra consanguinei. Da questo punto di vista, e secondo gli psicologi evoluzionisti il divieto non nasce in funzione di una censura sociale, ma piuttosto a causa di alcuni geni preposti all'evitamento della sessualità tra parenti. Questi geni assicurerebbero anche la salute dei figli eventualmente nati da un rapporto incestuoso. Un altro fattore rilevante è invece legato ai molti aspetti ancora poco noti che riguardano il sesso, e che rendono la riproduzione sessuale vantaggiosa in contrapposizione, per esempio, a una riproduzione a-sessuale. In ogni caso, qualunque siano questi vantaggi, sembra certo che l'incesto li ridurrebbe. I geni che prevengono l'incesto tendono comunque a essere maggiormente presenti in organismi che possono fare affidamento su questi vantaggi, e di conseguenza tendono a prosperare. Gli psicologi evoluzionisti sostengono che l'effetto Westermarck – ossia la naturale repulsione sessuale che si sviluppa nell'età matura tra individui cresciuti insieme durante l'infanzia – sia in parte legato proprio a ragioni genetiche. Tuttavia, davanti all'indubitabile ed effettivo accadere di casi di incesto, la maggior parte degli antropologi non è d'accordo: al contrario, sarebbe proprio il tabù stesso la causa di una repulsione, di fatto, solo psicologica.

### Endogamia ed esogamia
Secondo Claude Lévi-Strauss il reato dell'incesto è, in pratica, la proibizione dell'endogamia, il cui effetto, quindi, è l'incoraggiamento dell'esogamia. Grazie a quest'ultima, la famiglia è in grado di stabilire relazioni esterne che rafforzano la solidarietà sociale. Lévi-Strauss espresse ampiamente questa teoria dell'alleanza nel suo Le strutture elementari della parentela (1949). Negli anni cinquanta, essa diede vita a un ampio dibattito, ed esercitò grande fascino sugli antropologi, poiché di fatto studiava il tabù dell'incesto e il problema del matrimonio per rispondere, invece, ad altre questioni considerate al centro della disciplina: come può un antropologo tracciare una mappa delle relazioni sociali di una comunità data? E come queste relazioni promuovono o minano la solidarietà sociale? Un consenso unanime sulla teoria dell'alleanza non è mai stato raggiunto, e, di fatto, il processo di decolonizzazione dell'Africa, dell'Asia, e dell'Oceania ha spostato l'interesse degli antropologi su questioni diverse, spingendo in secondo piano la necessità di tracciare un quadro organizzato delle relazioni sociali di ambiti locali ristretti.